# Краван (Приморски Шарант)
Краван (фр. Cravans) насеље је и општина у западној Француској у региону Поату-Шарант, у департману Приморски Шарант која припада префектури Сент.
По подацима из 2011. године у општини је живело 739 становника, а густина насељености је износила 50,2 становника/km². Општина се простире на површини од 14,72 km². Налази се на средњој надморској висини од 25 метара (максималној 53 m, а минималној 17 m).

## Демографија
| 1962. | 1968. | 1975. | 1982. | 1990. | 1999. | 2011. |
| ----- | ----- | ----- | ----- | ----- | ----- | ----- |
| 498   | 503   | 509   | 493   | 526   | 521   | 739   |

График промене броја становника у току последњих година